# Sillianer Hütte
Sillianer Hütte (která je dodnes také známá jako Viktor-Hinterberger-Hütte) je chata Alpského klubu Sillianské sekce Rakouského alpského klubu na hlavním hřebeni Karnských Alp. Slouží jako základní chata pro rakouskou dálkovou trasu Jižní Alpy 03, Evropskou dálkovou trasu 10 a Via Alpina.

## Poloha
Sillianer Hütte je nejzápadnější horskou chatou na hlavním hřebeni Karnských Alp a tvoří výchozí nebo koncový bod turistické magistrály Karnischer Höhenweg. Současně leží na vysokohorské pěší trase Friedensweg (Dolomity). Chata se nachází jen několik metrů od rakousko-italské hranice, 100 metrů nad jezerem Füllhornsee.

## Historie
Prvním útočištěm postaveným silliánskou sekcí byla chata Helmhütte, jejíž ruiny se dodnes nacházejí na vrcholu hory Helm. Tato chata po první světové válce připadla Itálii v důsledku smlouvy ze Saint Germain, v níž bylo rozhodnuto o posunu hranic. Státní smlouva z Benátek z roku 1925 kompenzovala Sillianské sekci tuto ztrátu. Jako náhradu zakoupil spolek v roce 1930 stavební pozemek ve Volkzeinu, který patří k zadnímu Winkeltalu (Villgratental), a postavil zde první chatu s názvem Sillianer Hütte. O šest let později postavila rakouská sekce chatu Viktora Hinterbergera na hlavním hřebeni Karnských Alp ve výšce 2390 metrů. Ta byla otevřena 16. srpna 1936 a do roku 1981 ji provozovala rakouská sekce.

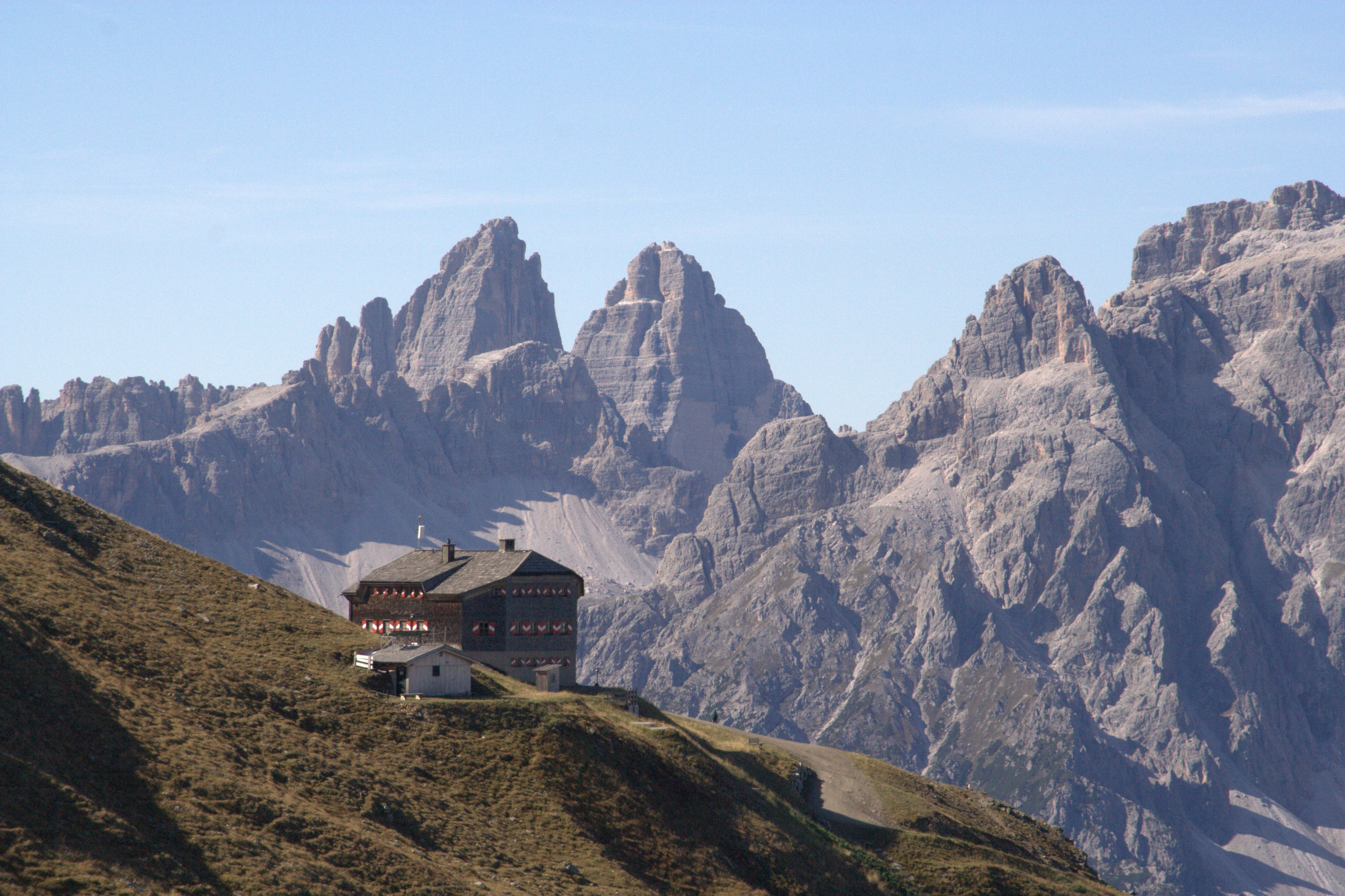
Sillianer Hütte na hřebeni Karnských Alp, výhled na západ směrem na Sextenské Dolomity a Drei Zinnen

Chata Viktora Hinterbergera byla ve velmi špatném stavu, proto se rada rozhodla postavit novou. V letech 1982 až 1986 byla nad Hinterbergerovou chatou provedena výstavba za přibližně 7,5 milionu ATS (~ 545 000 EUR). Dne 31. srpna 1986 byla slavnostně otevřena nová Sillianer Hütte. Opuštěná Hinterbergerova chata byla zbourána v roce 1988.
V roce 2018 byla chata rozsáhle přestavěna a rozšířena, aby zvládla zvýšený počet návštěvníků. Nová chata byla otevřena 1. července 2019.

## Přístupy

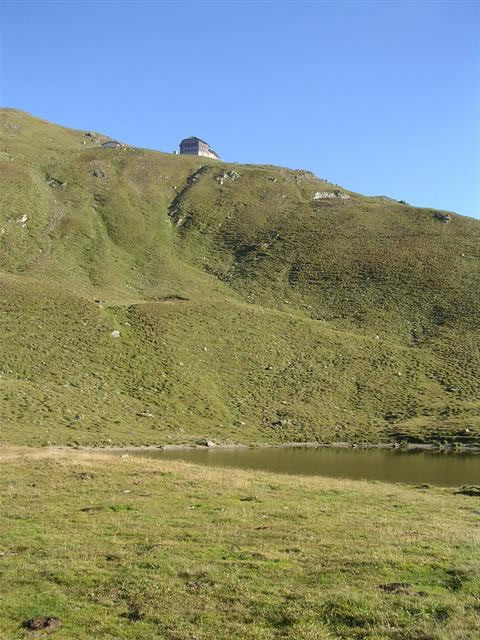
Sillianer Hütte, při výstupu přes Leckfeldalm, nad jezerem Füllhornsee

Na chatu Sillianer Hütte jsou možné následující výstupy:
- Přímo ze Sillianu (1100 m) za 4 hodiny chůze přes Forcher Kaser.
- Přímo ze Sillianu (1100 m) za 4 hodiny chůze přes Leckfeldalm.
- Z Arnbachu (1103 m) (Weitlanbrunn) také za 4 hodiny přes Leckfeldalm nebo Pfanne.
- Ze Sextenu (1375 m) za 3 hodiny.
- z parkoviště na Leckfeldalm za 1,5 hodiny chůze.
- z horní stanice lanovky z obce Sexten (2052 m) za 1,75 hodiny.
- z horní stanice lanovky z obce  Versciaco (2045 m) opět za 1,75 hodiny.

## Túry
Z chaty Sillianer Hütte se po Karnischer Höhenweg dostanete mimo jiné k následujícím chatám:
- Chata Obstansersee (2300 m) za 4 hodiny chůze.
- Filmoor-Standschützenhütte (2350 m) za 7 hodin
- Porzehütte (1942 m) za 10 hodin
- Hochweißsteinhaus (1868 m) za 10 až 12 hodin
- Mitterkar bivak (1973 m) za 14 hodin
- Hahnspielhütte (2150 m) - doba chůze: 1 hodina

Kromě toho lze dosáhnout následujících okolních vrcholů:
- Schützenmahd - Heimkehrerkreuz (2273 m) za 0,5 hodiny
- Helm (2433 m) za 0,5 hodiny
- Hochgruberspitze (2537 m) za 0,5 hodiny
- Hollbrucker Spitze (2581 m) za 1 hodinu
- Hornischeck (2551 m) za 0,75 hodiny